# Lagopoecus pallidovittatus
Lagopoecus pallidovittatus är en insektsart som först beskrevs av Grube 1851.  Lagopoecus pallidovittatus ingår i släktet skärlöss, och familjen fjäderlöss. Arten är reproducerande i Sverige.